# AI Izbori (TV emisija)
AI Izbori je hrvatska informativna emisija koja propituje može li umjetna inteligencija predvidjeti pobjednika parlamentarnih izbora u Hrvatskoj 2024. godine. Prikazuje se periodično u večernjim satima na N1 televiziji u Hrvatskoj od 15. studenog 2023. do 14. lipnja 2024. godine. 
Članovi žirija bili su Hajdi Ćenan kao AI stručnjak iz poduzeća Airt, Jadranka Kosor kao bivša političarka, Tihomir Ladišić kao predstavnik televizijskog kanala N1 te Vuk Vuković kao stručnjak za financije iz poduzeća Oraclum Capital.
Početak prijave na natječaj emisije bio je 15. studenog 2023. kad je emitirana i prva epizoda, a prijave su zatvorene 5. prosinca 2023.
Početak natječaja bio je 8. prosinca 2023., a ukupno trajanje projekta je oko četiri mjeseca za odabrane timove jer duljina ovisi o konačnom datumu izbora.
Mentori koji pomažu timovima u razvoju su Goran Gvozden iz poduzeća Poslovna inteligencija, Gordana Kastrapeli iz poduzeća Mynd, Marko Rakar iz poduzeća MRAK usluge te Davor Runje iz poduzeća Airt.
Pobjednici natječaja osvojili su glavnu nagradu od 5000 eura, dok drugoplasirani tim osvaja 3000 eura, a trećeplasirani 1000 eura.
Pobjednički tim je S.A.NJ.A., drugoplastian tim Proroci glasa, a trećeplastiran Parlamentrika. 

## Cilj emisije
Cilj televizijske emisije je prikaz natječaja u kojim timovi uz pomoć umjetne inteligencije pokušavaju pretpostaviti rezultate parlamentarnih izbora 2024. godine u Hrvatskoj. U uži izbor prihvaćeno je 12 timova koji se sastoje od tri do pet ljudi, a svoje ideje predstavit će raznolikom žiriju stručnjaka iz politike, medija, gospodarstva, umjetne inteligencije i tehnologije. Od njih 12, tri tima proći će u završnu fazu natječaja.
Sva tri tima imat će stalnu podršku članova žirija i mentora kako bi prilagodili svoje strategije i poboljšali svoje modele predviđanja tijekom natjecanja. Pobjednik natječaja i emisije bit će određen na temelju točnosti njihovih izbornih predviđanja.

## Popis timova
| Boja | Značenje boje u tablicama                                       |
| ---- | --------------------------------------------------------------- |
|      | prolazak u nastavak natječaja                                   |
|      | prolazak u nastavak natječaja, bez mogućnosti osvajanja nagrade |

Tim koji je dobio najviše ocjene žirija u procesu odabira je Proroci Glasa. Sastoji se od pet članova: Jura, Andrea, Sara, Lovro i Toni. Drugo mjesto osvojio je tim S.A.N.J.A. (Social Algorithmic Neural Judgement Advisor) kojeg čine Luka, Ivan, Bartol, Luka i Ino te treće mjesto tim Parlametrika kojeg čine Tin, Dorian, Ana, Ivan i Marko. 
Tim MIOC ElectionLogic kojeg čine Val, Lovro, Jakov i Marko tehnički ne prolazi dalje i ne konkurira za glavne nagrade, ali im je žiri ponudio da se priključe te će imati priliku rada s mentorima zadnjih mjesec dana prije izbora te priliku prezentirati svoje rezultate.
| R.br. | Tim                           | Tihomir | Hajdi | Jadranka | Vuk | Ukupno |
| ----- | ----------------------------- | ------- | ----- | -------- | --- | ------ |
| 1.    | Algovote                      | 18      | 26    | 30       | 27  | 101    |
| 2.    | MIOC ElectionLogic            | 29      | 29    | 30       | 28  | 116    |
| 3.    | S.A.N.J.A.                    | 30      | 33    | 29       | 31  | 123    |
| 4.    | Vijadukt nezavisnih studenata | 19      | 32    | 30       | 30  | 111    |
| 5.    | Proroci Glasa                 | 28      | 35    | 28       | 35  | 126    |
| 6.    | GlasAl                        | 16      | 28    | 23       | 24  | 91     |
| 7.    | Hvala vam svima na suradnji   | 34      | 32    | 25       | 21  | 112    |
| 8.    | Al-Py Tribe                   | 23      | 31    | 22       | 28  | 104    |
| 9.    | Pip Install                   | 11      | 28    | 25       | 25  | 89     |
| 10.   | Parlametrika                  | 33      | 32    | 31       | 25  | 121    |
| 11.   | Centristi                     | 28      | 30    | 31       | 22  | 111    |
| 12.   | Vidoviti Milan                | 15      | 29    | 28       | 27  | 99     |

## Rezultati timova
Rezultati timova predstavljeni su 14. travanja 2024., uoči odražavanja parlamentarnih izbora. 
Konačno proglašenje pobjednika serijala s najpreciznijom prognozom održano je 14. lipnja 2024. Pobjednički tim je tim S.A.NJ.A., precizniji i od prosjeka nacionalnih TV anketa. 
| Stranka           | Rezultati | Televizijske ankete | tim S.A.N.J.A. | tim Proroci glasa | tim Parlamentrika | tim Mioc ElectionLogic |
| ----------------- | --------- | ------------------- | -------------- | ----------------- | ----------------- | ---------------------- |
| HDZ               | 61        | 63                  | 60             | 59                | 60                | 69                     |
| SDP               | 42        | 43                  | 43             | 46                | 48                | 40                     |
| Domovinski pokret | 14        | 14                  | 15             | 12                | 13                | 9                      |
| Most              | 11        | 9                   | 10             | 11                | 8                 | 10                     |
| Možemo!           | 10        | 9                   | 9              | 11                | 8                 | 10                     |
| Bodovi            | 750       | 716.16              | 719.75         | 712.91            | 679.66            | n/n                    |

## Vanjske poveznice
- Službena stranica N1 televizije
- Službeni događaj na stranicama BIRD Incubatora